# Нуэва-Эспарта (штат)
Нуэва-Эспарта (исп. Nueva Esparta) — один из 23 штатов Венесуэлы. Состоит из трёх островов: Маргарита, Коче и Кубагуа. Административный центр штата — город Ла-Асунсьон — находится на острове Маргарита.

## Муниципалитеты

Муниципалитеты штата Нуэва-Эспарта.

Штат Нуэва-Эспарта делится на 11 муниципалитетов, которые в сумме состоят из 22 районов (parroquias)
| №  | Муниципалитет                               | Административный центр                                      | Площадь, км² | Герб |
| -- | ------------------------------------------- | ----------------------------------------------------------- | ------------ | ---- |
| 1  | Антолин-дель-Кампо (Antolín del Campo)      | Ла-Пласа-де-Парагуачи (La Plaza de Paraguachí)              | 66           |      |
| 2  | Антонио-Диас (Antonio Díaz)                 | Сан-Хуан-Баутиста (San Juan Bautista)                       | 141          |      |
| 3  | Арисменди (Arismendi)                       | Ла-Асунсьон (La Asunción)                                   | 55           |      |
| 4  | Гарсия (García)                             | Эль-Валье-дель-Эспириту-Санто (El Valle del Espíritu Santo) | 89           |      |
| 5  | Гомес (Gómez)                               | Санта-Ана (Santa Ana)                                       | 91           |      |
| 6  | Манеиро (Maneiro)                           | Пампатар (Pampatar)                                         | 38           |      |
| 7  | Маркано (Marcano)                           | Хуан-Гриего (Juan Griego)                                   | 43           |      |
| 8  | Мариньо (Mariño)                            | Порламар (Porlamar)                                         | 39           |      |
| 9  | Пенинсула-де-Маканао (Península de Macanao) | Бока-де-Рио (Boca de Río)                                   | 320          |      |
| 10 | Туборес (Tubores)                           | Пунта-де-Пиедрас (Punta de Piedras)                         | 207          |      |
| 11 | Вильяльба (Villalba)                        | Сан-Педро-де-Коче (San Pedro de Coche)                      | 61           |      |

## Туризм
Остров Маргарита — одно из наиболее популярных туристических мест Венесуэлы. Для привлечения туристов остров объявлен свободной экономической зоной, что делает его интересным для «шопинга».
На острове два национальных парка.